# Dawn Staley
Dawn Michelle Staley (Filadelfia, 4 maggio 1970) è un'ex cestista e allenatrice di pallacanestro statunitense, professionista nella ABL e nella WNBA.
Dal 2013 fa parte del Naismith Memorial Basketball Hall of Fame in qualità di giocatrice.

## Carriera
È stata selezionata dalle Charlotte Sting al primo giro del Draft WNBA 1999 (9ª scelta assoluta).

## Palmarès

### Giocatrice
- Campionessa NCAA Division I (1991)
- NCAA Basketball Tournament Most Outstanding Player (1991)
- All-ABL First Team (1997)
- All-ABL Second Team (1998)
- Miglior passatrice ABL (1997)

### Allenatrice
- 3 volte campionessa NCAA Division I (2017, 2022, 2024)